# Październik
Październik – dziesiąty miesiąc w roku, według kalendarza gregoriańskiego ma 31 dni.

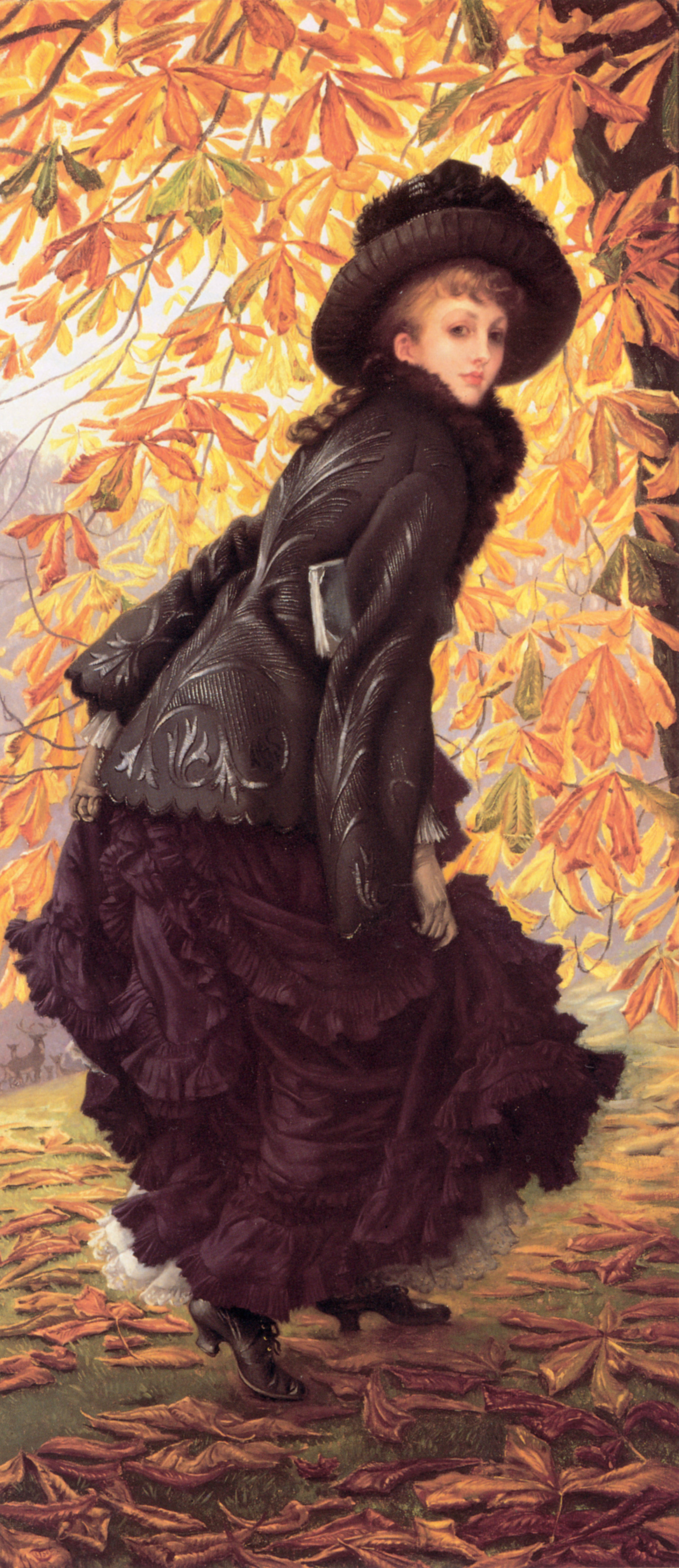
Październik, obraz pędzla Jamesa Tissota, 1877

Październik jest miesiącem jesiennym na półkuli północnej, a wiosennym na południowej. Jest najdłuższym miesiącem w roku kalendarzowym, ponieważ wypada wtedy zmiana z czasu letniego na zimowy (jest dłuższy o jedną godzinę od pozostałych 31-dniowych miesięcy).
Nazwa miesiąca (dawniej również paździerzec) pochodzi według Brücknera od słowa paździerze, oznaczającego „odpadki od lnu lub konopi”. Obok tego funkcjonowały również nazwy: paździerzec, paździerzeń, pościernik, a także winnik (por. starogermańska nazwa miesiąca Weinmond).
Łacińska nazwa October („ósmy miesiąc”; zobacz: kalendarz rzymski) została zapożyczona przez większość języków europejskich.
W pierwszą niedzielę października w Kościołach mariawickich obchodzona jest uroczystość Matki Bożej Różańcowej. 
2 października jest wspomnienie liturgiczne Świętych Aniołów Stróżów.
4 i 10 października mają za patronów świętych Franciszków: Franciszka z Asyżu i Franciszka Borgiasza. Na wsi dawniej mówiono: Po świętym Franciszku chodzi bydło po owsisku, co mogło oznaczać zmniejszanie się ilości rosnącej na polu zielonej paszy dla bydła.
7 października jest świętem Matki Bożej Różańcowej.
8 października (patronka św. Brygida) często bywały ciepłe słoneczne dni ze snującym się w powietrzu babim latem. Mówiono: O świętej Brygidzie babie lato przyjdzie.
15 października (patronki św. Jadwiga i św. Teresa) często zaczynano ogrzewanie domów i palenie w piecach. Święta Jadwiga szczapy dźwiga.
18 października (św. Łukasz) nie prowadzono już przed zimą w polu zasiewów ani zbiorów. Święty Łukasz, czego po polu szukasz?.
21 października (św. Urszula) zdarzały się poranne przymrozki. Święta Urszula perły w polu rozsnuła.
W ostatnią niedzielę października w Kościele Katolickim Mariawitów obchodzona jest uroczystość Dziękczynienia. 